# Congruência de Raymond Duval

## Definição de Congruência na Teoria dos Registros de Representação Semiótica
O pesquisador Raymond Duval, criador da Teoria dos Registros de Representação Semiótica, com sigla TRS, fundamentou a ideia de congruência, a qual pode ser entendida como a relação entre dois registros de representação de um objeto matemático. Esta relação, para ser congruente, precisa de uma coerência semântica entre as duas representações, ou seja, a ordem em que aparecem as ideias precisam estar aliadas na sequência em que aparecem no texto ou escrito..
Para relacionar expressões matemáticas com mudança de representações, deve-se seguir a sequência semântica da lingua nativa, isso facilitará na apreensão dos conteúdos por parte dos alunos..

## Outras leituras
- COLOMBO, J., FLORES, C. e MORETTI, M. Registros de representação semiótica nas pesquisas brasileiras em Educação Matemática: pontuando tendências. Zetetiké, 16(29), p. 41-72, 2008.
- DUVAL, R.; FREITAS, J. L. M.; REZENDE, V. Entrevista: Raymond Duval e a Teoria dos Registros de Representação Semiótica. "Revista Paranaense de Educação Matemática", v. 2, p. 10-34, 2013
- DUVAL, Raymond; MORETTI, Trad. Méricles Thadeu. Registros de representação semiótica e funcionamento cognitivo do pensamento Registres de représentation sémiotique et fonctionnement cognitif de la pensée. Revemat: revista eletrônica de educação matemática, [s.l.], v. 7, n. 2, p.266-297, 13 dez. 2012. Universidade Federal de Santa Catarina (UFSC).
- FERREIRA, F. A.; SANTOS, C. A. B.; CURI, E. Um cenário sobre pesquisas brasileiras que apresentam como abordagem teórica os registros de representação semiótica. EM TEIA: Revista de Educação Matemática e Tecnológica Iberoamericana, v. 04, p. 1-14, 2013.